# Дрейксборо (Кентуккі)
Дрейксборо (англ. Drakesboro) — місто (англ. city) в США, в окрузі Муленберґ штату Кентуккі. Населення — 481 особа (2020).

## Географія
Дрейксборо розташоване за координатами 37°13′2″ пн. ш. 87°3′0″ зх. д. / 37.21722° пн. ш. 87.05000° зх. д. (37.217302, -87.049945).  За даними Бюро перепису населення США в 2010 році місто мало площу 1,45 км², з яких 1,43 км² — суходіл та 0,02 км² — водойми.

## Демографія
Згідно з переписом 2010 року, у місті мешкало 515 осіб у 199 домогосподарствах у складі 136 родин. Густота населення становила 354 особи/км².  Було 239 помешкань (164/км²).
Расовий склад населення:
| - 90,7 % — білих - 8,9 % — чорних або афроамериканців |

До двох чи більше рас належало 0,4 %. Частка іспаномовних становила 1,0 % від усіх жителів.
За віковим діапазоном населення розподілялося таким чином: 24,5 % — особи молодші 18 років, 60,5 % — особи у віці 18—64 років, 15,0 % — особи у віці 65 років та старші. Медіана віку мешканця становила 38,4 року. На 100 осіб жіночої статі у місті припадало 93,6 чоловіків;  на 100 жінок у віці від 18 років та старших — 87,0 чоловіків також старших 18 років.
Середній дохід на одне домашнє господарство  становив 53 740 доларів США (медіана — 46 250), а середній дохід на одну сім'ю — 58 420 доларів (медіана — 49 000). Медіана доходів становила 46 250 доларів для чоловіків та 25 417 доларів для жінок. За межею бідності перебувало 21,3 % осіб, у тому числі 23,9 % дітей у віці до 18 років та 26,2 % осіб у віці 65 років та старших.
Цивільне працевлаштоване населення становило 169 осіб. Основні галузі зайнятості: освіта, охорона здоров'я та соціальна допомога — 20,7 %, виробництво — 14,2 %, інформація — 12,4 %, транспорт — 11,8 %.